# Gerhart Schlösser
Gerhart Schlösser (* 7. Dezember 1908 in Stuttgart; † 3. Februar 1980 in Liestal bei Basel) war ein deutscher Verwaltungsjurist und Greffier (Kanzler) der Beratenden Versammlung des Europarates.
Schlösser besuchte von 1915 bis 1927 das Eberhard-Ludwigs-Gymnasium und Dillmann-Gymnasium Stuttgart und studierte im Anschluss daran Rechts- und Staatswissenschaften in Tübingen, München und Berlin. Er war seit 1927 Mitglied der Akademischen Gesellschaft Stuttgardia Tübingen, legte im Jahr 1931 die Erste Höhere Justizdienstprüfung ab und war bis zur Zweiten Höheren Justizdienstprüfung 1934/35 Referendar an Stuttgarter Gerichten und Mitarbeiter bei der Stuttgarter Wirtschaftsprüfung Krämer. 1932 wurde er an der Universität Tübingen zum Dr. jur. promoviert.
Nach seinem Referendariat war Schlösser zunächst von 1935 bis 1936 Regierungsassessor in der Stadt Stuttgart und bei den Landratsämtern Heidenheim und Aalen. Im Anschluss daran wechselte er in die Wirtschaft und nahm zunächst eine Stellung als Direktionsassistent beim Stahlwerk Gollnow & Söhne in Stettin an, wechselte 1940 als Leiter der Rechtsabteilung zu den Wanderer-Werken in Chemnitz und 1941 als Leiter der Rechts-, Personal- und Verwaltungs-Abteilung zum Landmaschinenhersteller Hofherr-Schrantz nach Wien. 1945 kehrte er in den Staatsdienst zurück und trat in die Landesfinanzdirektion Tübingen ein, 1947 wurde er als Ministerialrat im Finanzministerium des Landes Württemberg-Hohenzollern. In dieser Funktion vertrat er das Land Württemberg-Hohenzollern im Eisenbahn-Verkehrsrat der Betriebsvereinigung der Südwestdeutschen Eisenbahnen, der Staatsbahn in der französisch besetzten Zone. 1949 wurde er Ministerialrat im Staatsministerium des Landes Württemberg-Baden, in dem er seit 1952 den Titel eines Staatsrats führte.
1956 wurde Schlösser als Kandidat der Bundesrepublik zum Greffier der Parlamentarischen Versammlung des Europarates ernannt. Damit gehörte er mit Aufgaben, die denen eines Parlamentsdirektors entsprachen, nach dem Generalsekretär und dessen Stellvertreter zu den drei höchsten Beamten des Europarates. Der spätere Generalsekretär Georg Kahn-Ackermann charakterisierte ihn als einen der „sympathischsten, begabtesten und im Wesen europäischsten Chefbeamten, die jemals für die Straßburger Organisation gearbeitet haben.“ 1971 trat Schlösser in den Ruhestand.